# Nicolaus Kratzer

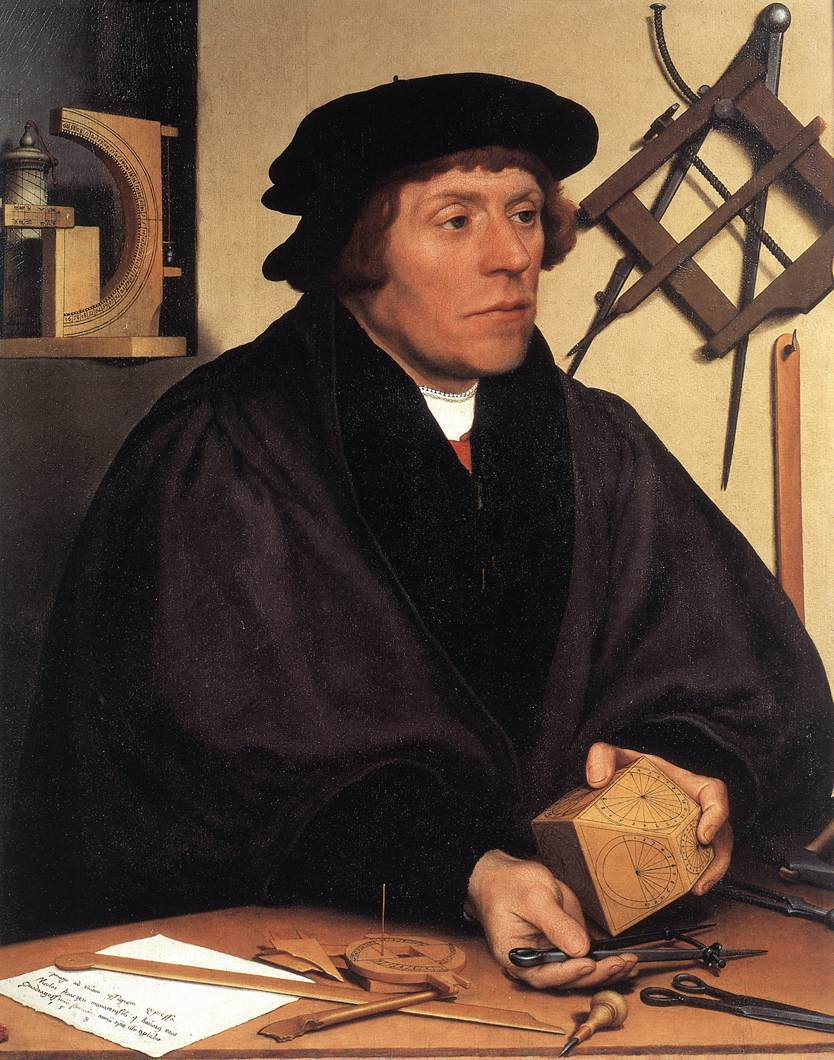
Porträt von Nicolaus Kratzer von Hans Holbein dem Jüngeren (1528)

Nicolaus Kratzer (* 1487 in München; † nach dem 3. August 1550 in Oxford?) war ein deutscher Humanist, Instrumentenbauer, Mathematiker und Astronom.

## Leben
Kratzer studierte ab 1506 an der Universität Köln und an der Universität Wittenberg, wo er vermutlich mit dem bedeutenden Humanisten Christoph von Scheurl Bekanntschaft schloss, der einen nachhaltigen Einfluss auf ihn ausgeübt zu haben scheint. Zurückgekehrt nach Köln, beendete er 1509 als Baccalaureus sein Studium, um vermutlich nach Wien weiter zu ziehen. Man vermutet, dass er sich dort mit Sonnenuhren beschäftigte.
Ende 1517 ging er nach England als Professor der Mathematik, wo er 1519 in die Dienste Heinrichs VIII. trat. Für ihn wirkte er als Instrumentenbauer und Hofastronom und hatte sich um die Beschaffung der königlichen Uhren zu kümmern. Kratzer unterrichtete zudem an einer von Thomas Morus eingerichteten  Privatschule. Mit der Erlaubnis seines Dienstherrn konnte Kratzer an der Universität Oxford weiter Vorlesungen über die Geometrie des Euklid halten und errichtete dort 1520 eine Sonnenuhr. Während seiner dortigen Zeit lernte er auch Albrecht Dürer kennen, den er in Antwerpen bei Erasmus von Rotterdam noch im Jahre 1520 wieder traf.
Er war zugegen, als Erasmus von Dürer gemalt wurde, und Dürer fertigte von ihm ebenfalls ein Bild, das heute allerdings als verschollen gilt. Im Anschluss unternahm Kratzer für den König eine Reise in diplomatischer Mission durch Deutschland. Zurückgekehrt nach England, beriet er Heinrich VIII. auch in technischen Fragen. Von seinen angefertigten Gerätschaften hat sich heute nichts mehr erhalten. Das Gemälde Porträt von Nicolaus Kratzer von Hans Holbein dem Jüngeren von 1528 zeigt beispielhaft einige dieser Geräte. Ähnliche Instrumente stellte Holbein auf seinem Bild Die Gesandten von 1533 dar.

## Handschriften
- Canones Horopti, 1520
- Liber de compositione horologiorum
- Astrolabii alierumque instrumentorum mathematoricorum, figuris perquam illustratis